# Griffith (New South Wales)
Griffith er en by i New South Wales i Australien. Byen blev grundlagt i 1916 og havde i 2015 en befolkning på 27.345.[kilde mangler]